# Magnetohidrodinàmica

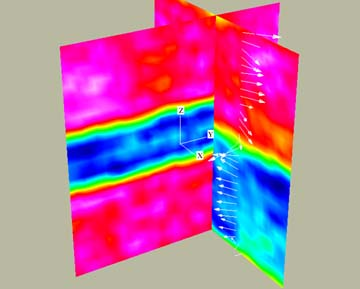
Simulació magnetohidrodinàmica del vent solar

La magnetohidrodinàmica (MHD) és la disciplina acadèmica que estudia la dinàmica de fluids de conductors d'electricitat en presència de camps elèctrics i magnètics. Exemples d'aquests de líquids inclouen plasmes, els metalls líquids i la salmorra. La paraula magnetohidrodinàmica (MHD) deriva de magneto que vol dir 'camp magnètic', hidro que vol dir 'líquid', i dinàmica que significa 'moviment'. El camp de la magnetohidrodinàmica va ser iniciat per Hannes Alfvén,
pel qual rebé el Premi Nobel de Física el 1970.
La idea de la magnetohidrodinàmica és que els camps magnètics poden induir corrents en un fluid conductor mòbil, que creen "forces en el fluid, i que també canvia el camp magnètic mateix. El sistema de les equacions que descriuen la magnetohidrodinàmica són una combinació de les equacions de Navier-Stokes de dinàmica de fluids i les equacions de Maxwell de l'electromagnetisme. Aquestes equacions diferencials s'han de resoldre simultàniament, o analíticament o numèricament. Com la magnetohidrodinàmica és una teoria de fluids, no pot tractar fenòmens cinètics en els quals l'existència de partícules discretes sigui important.

## MHD ideal
La forma més simple de MHD és la MHD ideal. En ella s'assumeix que:
1. El plasma es tracta com un fluid homogeni.
2. El plasma és un conductor perfecte, perquè té una conductivitat elèctrica infinita.
3. El plasma té una viscositat nul·la.

En la MHD ideal, la llei de Lenz fa que el fluid estigui íntimament lligat a les línies de camp magnètic. Per a ser més precís, en la MHD ideal, un volum de fluid petit en forma de fibra embolicant una línia de camp continuarà al llarg d'una línia de camp magnètic, fins i tot si és
contorsionat i distorsionat pel flux del fluid en el sistema. Una analogia consisteix a comparar el fluid amb una pinta i les línies de camp als cabells: el moviment dels cabells segueix exactament els de la pinta.
Aquesta MHD ideal s'estudia dintre dels plasmes calents, tals com els plasmes en astrofísica i els termonuclears d'origen natural (estels) o artificial (tokamaks).
Les equacions resultants de la MHD ideal són el resultat d'aplicar al fluid les equacions de Navier-Stokes, les equacions de Maxwell i la llei d'Ohm. Tenim l'equació de continuïtat, les lleis de la quantitat de moviment, el teorema d'Ampère (en l'absència de camp elèctric i de difusió d'electrons) i les equacions de la termodinàmica, en les quals el flux de calor s'efectua per condicions adiabàtiques o isotèrmiques:
{\displaystyle {\begin{matrix}\partial _{t}\varrho +\nabla \cdot (\varrho \mathbf {v} )&=&0\\\partial _{t}e+\nabla \cdot (e\mathbf {v} )&=&-p\,\nabla \cdot \mathbf {v} \\\partial _{t}\varrho \mathbf {v} +\nabla \cdot (\varrho \mathbf {v} \otimes \mathbf {v} )&=&-\nabla (P+{\frac {B^{2}}{2\,\mu _{0}}})-\varrho \,\nabla \Phi +{\frac {1}{\mu _{0}}}\,(\mathbf {B} \cdot \mathbf {\nabla } )\,\mathbf {B} \\\partial _{t}\mathbf {B} &=&\nabla \times (\mathbf {v} \times \mathbf {B} )\end{matrix}}}
Els símbols representen el seu significat habitual. {\displaystyle \Phi } és el potencial d'una font externa,
Com l'ocasionada per la gravitació; {\displaystyle \otimes } representa el producte vectorial. A la pressió hidroestàtica {\displaystyle P} s'hi suma la pressió magnètica {\displaystyle B^{2}/2\,\mu _{0}}, que sota totes les circumstàncies exerceix una influència decisiva en la dinàmica.

## MHD resistiva
La MHD resistiva descriu els fluids ionitzats feblement magnetizats amb una resistència elèctrica no nul·la. Aquesta difusió condueix a una ruptura dins de la topologia magnètica (no-reconnexió de les línies de camp magnètic).
Dins d'un fluid considerat com conductor no perfecte, el camp magnètic pot desplaçar-se a través del fluid, seguint una llei de difusió magnètica on la constant de difusió és la resistivitat del fluid. Això implica que les solucions de les equacions de la MHD ideal són aplicables solament per una durada i una regió limitades, perquè més enllà dels límits, la difusió es fa massa important per a poder ser ignorada.
Per exemple, en el Sol, s'estima el temps de difusió a través d'una regió activa (resistivitat col·lisional) en centenars o milers d'anys, una durada molt més llarga que la vida d'una taca solar, aquí es menysprea la resistivitat (cas de la MHD ideal). Al revés, un metre cúbic d'aigua de mar té un temps de difusió que es mesura en mil·lisegons, perquè s'ha de tenir en compte la MHD resistiva. En comparació amb la MHD ideal, la MHD resistiva implica un terme suplementari dins de la llei d'Ampère que modelitza la resistivitat col·lisional.
Fins i tot en els sistemes físics bastant grans i bons conductors, on semblaria a priori que la resistivitat pot ser ignorada, aquesta pot ser important: dins dels plasmes apareixen nombroses inestabilitats que augmenten considerablement la resistivitat per un factor d'1 bilió. Aquest augment és habitualment el resultat de la formació d'estructures a petita escala, tals com corrents elèctrics en estrats, o les turbulències electròniques i magnètiques localitzades.
S'ha de tenir en compte que la MHD de gasos industrials utilitza plasmes freds (gasos a dues temperatures, fora d'equilibri, on només el "gas d'electrons" s'escalfa a 10.000 K, mentre que la resta del gas (ions i neutres) està fred al voltant dels 4.000 K) entra dins d'aquesta categoria de MHD resistiva.

## Estructures en sistemes MHD

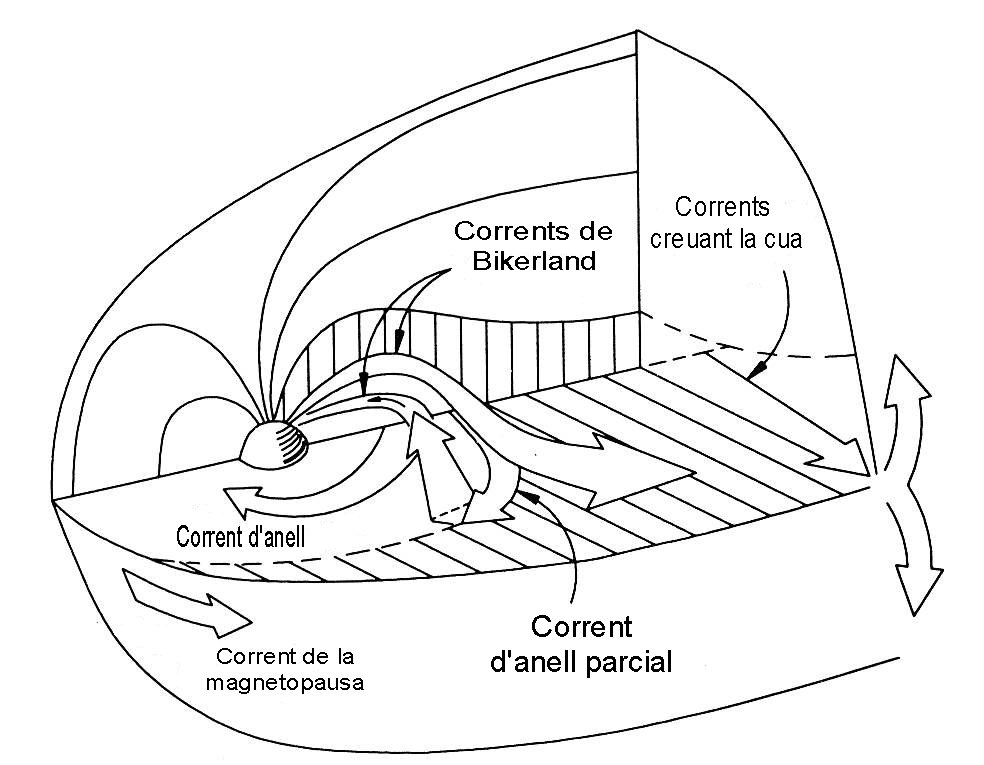
Vista esquemàtica dels diferents sistemes de corrents que conformen la magnetosfera terrestre

En molts sistemes MHD la major part del corrent elèctric es comprimeix en primes làmines quasi bidimensionals. Aquestes làmines poden dividir el fluid en dominis magnètics, dins dels quals els corrents són relativament febles. Les làmines de corrent en la corona solar, es creu que són d'entre uns pocs metres fins a uns pocs quilòmetres de gruix, cosa que seria força prim comparat als dominis magnètics (que tenen centenars de milers de quilòmetres de diàmetre). Un altre exemple se'n troba en la magnetosfera terrestre, on les làmines de corrent separen topològicament diferents dominis, aïllant la major part de la ionosfera terrestre del vent solar.

## Aplicacions
La MHD es relaciona amb problemes d'enginyeria com ara confinament de plasma, refredament per metalls líquids dels reactors nuclears i el modelat electromagnètic (entre d'altres).
La generació d'energia amb MHD alimentada per la combustió de gas de carbó amb afegits potàssics va mostrar potencial per a una conversió eficient d'energia (per l'absència de parts sòlides en moviment, la qual cosa permet l'operació a temperatures més altes gràcies a l'entalpia), però fins ara no ha arribat a tenir utilitats pràctiques a causa dels costos tècnics prohibitius per resoldre les dificultats.

## Història
Hannes Alfvén fou el primer a usar la paraula magnetohidrodinàmica el 1942: 
"Finalment, unes paraules sobre la transferència del moment des del Sol als planetes, que és fonamental per a la teoria (§ 11). S'ha de notar la importància de les ones magnetohidrodinàmiques en això."